# 大野右仲
大野 右仲（おおの うちゅう、天保7年12月8日（1837年1月14日） - 明治44年（1911年）6月11日）は、幕末期の唐津藩士、新選組隊士。箱館新選組局長。諱を興宗、一説に煕宗とも。

## 生涯
唐津藩士の大野勘助の長男として江戸に生まれる。幼名は又七郎。安政3年（1856年）より昌平坂学問所で学ぶ。
戊辰戦争が勃発すると、小笠原長行に従って会津へ入る。　戊辰戦争時は、松川精一を名乗った。5月初め頃には、旧友の越後長岡藩筆頭家老・河井継之助のもとに居り、長岡藩が中立堅持の末に小千谷談判の決裂により新政府軍との開戦に至る現場に居合わせた（『史談会速記録』）。療養中の土方歳三を訪ねて戦況を調査した後、仙台で新選組に入隊（頭取）。榎本武揚艦隊と合流して蝦夷地へ渡った。箱館政権（蝦夷共和国）下では、陸軍奉行並に就任した土方直属の部下（陸軍奉行並添役）となり、二股口の戦いから、箱館総攻撃に至るまで補佐役を務めた。
降伏後、新政府に出仕。明治4年久美浜県権参事、豊岡県権参事。ほか、千葉、長野、青森各県の要職を歴任する。また箱館戦争の記録（『函館戦記』）を書き残す。
明治44年（1911年）、東京都芝区（現・港区）田町の自宅において脳充血により死去。享年76。墓所は谷中霊園の天王寺墓地。

## 土方歳三の戦死
著書『函館戦記』によれば、大野は明治2年（1869年）5月11日、千代ヶ岡陣屋で箱館市中に向かう土方歳三と合流し、共に一本木関門へ向かった。箱館港において旧幕府軍蟠竜丸が新政府軍朝陽丸を轟沈させたため、土方に命じられて弁天台場方面へ進撃。敗走する兵が続出していたが、大野は「奉行（土方）が、敗走兵を必ず関門で食い止めてくれる」と信じていたという。しかし、敗走兵が留まる様子が無いことに驚き千代ヶ岡陣屋へ引き返したところ、同役の大島寅雄・安富才助らから土方の戦死を知らされた。なお、土方を訪ねて五稜郭へ来た相馬主計に土方の死を伝えたともいわれている。また、大野は弁天台場で新選組隊士らと共に降伏したとされるが、異論もある。